# Exacum oldenlandioides
Exacum oldenlandioides är en gentianaväxtart som först beskrevs av Spencer Le Marchant Moore, och fick sitt nu gällande namn av J. Klackenberg. Exacum oldenlandioides ingår i släktet Exacum och familjen gentianaväxter. Inga underarter finns listade i Catalogue of Life.